# クプファーベルク
クプファーベルク (ドイツ語: Kupferberg, ドイツ語発音: [ˈkʊp‿fɐbɛrk]) はドイツ連邦共和国バイエルン州オーバーフランケン行政管区のクルムバッハ郡に属する市で、ウンターシュタイナハ行政共同体の一員である。

## 地理

### 位置
クプファーベルクはフランケンヴァルトとフィヒテル山地の間に位置する、ドイツでももっとも小さな市の一つである。

### 市の構成
本市は、公式には5つの地区 (Ort) からなる。このうち小集落や孤立農場などを除く集落は、首邑のクプファーベルクのみである。

## 歴史
都市権を獲得したのは1326年、一時期は3,000人を越える人口があった。鉱山には約1,700人の坑夫が働いていた。かつてのバンベルク司教領の行政機関は、世俗化の後、バイエルン公国とプロイセン王国との和解によりプロイセンのものとなった。しかしこのバイロイト侯領は1807年のティルジットの和約によりフランスのものになった。バイエルン王国の行政改革時の自治体令により1818年に現在の自治体が成立した。

## 行政

### 市議会
市議会は市長を含め13議席から成る。

## 文化と見所

### 博物館
- クプファーベルク鉱山博物館：クプファーベルクの鉱山事業に関する情報と展示

## 引用
1. ↑  https://www.statistikdaten.bayern.de/genesis/online?operation=result&code=12411-003r&leerzeilen=false&language=de Genesis-Online-Datenbank des Bayerischen Landesamtes für Statistik Tabelle 12411-003r Fortschreibung des Bevölkerungsstandes: Gemeinden, Stichtag (Einwohnerzahlen auf Grundlage des Zensus 2011)
2. ↑  Max Mangold, ed (2005). Duden, Aussprachewörterbuch (6 ed.). Dudenverl. p. 491. ISBN 978-3-411-04066-7
3. ↑  Bayerische Landesbibliothek Online